# Лекманов Олег Андершанович
Оле́г Андерша́нович Лекма́нов (рос. Оле́г Андерша́нович Лекма́нов; нар. 11 січня 1967, Новомихайлівський, Краснодарський край) — російський літературознавець. Доктор філологічних наук (2002).

## Біографія
Олег Лекманов народився 11 січня 1967 року в Новомихайлівському Краснодарського краю. 
Закінчив Московський педагогічний державний університет у 1991 році. Кандидатська дисертація про книгу Осипа Мандельштама «Камінь» (1995), докторська дисертація «Акмеїзм як літературна школа (досвід структурної характеристики)» (2002). Професор факультету журналістики МДУ (1998-2011), професор факультету філології Вищої школи економіки (з 2011 до 30 червня 2022).
Півроку стажувався в університеті Шеффілда (Велика Британія) (2012). Як запрошений професор читав лекції в університетах Тарту, Оксфорда, Единбурга, Гельсінкі, Падуї, Загреба. У 2014 році був спікером Пушкінської велоночі в Москві: «Спогади про Музей Пушкіна 1970-1980-х років і його засновника Олександра Крейна».
Член експертної ради ВАК РФ з філології та мистецтвознавства (2018-2022).
7 квітня 2022 року через вторгнення Росії в Україну тимчасово емігрував до Грузії. Незабаром перебрався до Узбекистану, де отримав місце професора російської літератури в Національному університеті Узбекистану. У серпні 2023 року отримав річне місце запрошеного професора в Принстонському університеті (США).

## Нагороди
- Шуваловська премія (Московський державний університет)
- Премія журналу «Новий світ» (2017)
- Фіналіст премії «Просвітник» (2019)
- Національна літературна премія «Велика книга» (2019; спільно з Михайлом Свердловим та Іллею Симановським за книжку «Венедикт Єрофєєв: Сторонній»)[3]